# Günter Sahner
Günter Sahner oder Günther Sahner (* 5. Dezember 1927 in Wiebelskirchen, heute Neunkirchen (Saar); † 11. Dezember 2014 ebenda) war ein deutscher Politiker (SPD). Von 1965 bis 1985 war er Mitglied des Saarländischen Landtags.

## Leben und Tätigkeit
Sahner besuchte eine Volksschule, ließ sich während des Zweiten Weltkriegs zum Maschinenschlosser ausbilden und beendete die Lehre mit der Gesellenprüfung. 1944 wurde er zum Arbeits- und Wehrdienst in die Wehrmacht eingezogen, der er als Soldat in einer Einheit von Fallschirmjägern bis 1945 diente. Im niederländischen Scheveningen geriet er in Gefangenschaft, wurde daraus aber bald wieder entlassen. Nach seiner Rückkehr übte er den erlernten Beruf bei der Bahn in Neunkirchen bis 1949 aus. Daraufhin wechselte er als Bergmann in den Bergbau, in dem auch sein Vater tätig war. Bei Saarberg fuhr er auf der Grube Kohlwald eine Rangierlok.
Sahner trat der SPD während seiner Lehrzeit bei. 1956 wurde er dort Vorsitzender des Ortsvereins Wiebelskirchen. Im selben Jahr zog er in den Gemeinderat ein. 1964 wurde er zum Ersten Beigeordneten der Gemeinde gewählt, 1968 übernahm er das Amt des Bürgermeisters. 1971 stieg er zum Amtsvorsteher des Amtes Wiebelskirchen auf, bis dieses durch die Gebietsreform aufgelöst wurde und die amtsangehörigen Gemeinden der Kreisstadt Neunkirchen beitraten. Nach der Eingemeindung gehörte er noch bis 1976 dem Neunkirchener Stadtrat an. Bereits 1965 wurde er in den Saarländischen Landtag gewählt, dem er bis 1985 als Abgeordneter angehörte. Dort hatte er eine Zeit lang den Vorsitz im Petitionsausschuss inne.
Am 12. August 1985 wurde Sahner mit dem Saarländischen Verdienstorden ausgezeichnet.
Darüber hinaus gehörte er noch weiteren Vereinen an, zum Beispiel der Industriegewerkschaft IGBCE, der Arbeiterwohlfahrt, dem Roten Kreuz, in dem auch seine Mutter tätig war und einem Karnevalsverein.
Sahner heiratete im Mai 1950 Elfriede Kluding. Aus der Ehe gingen zwei Töchter hervor. Er lebte in Wiebelskirchen, starb dort an einem Krebsleiden und wurde dort am 15. Dezember 2014 beigesetzt.